# Okręg wyborczy nr 37 do Sejmu Rzeczypospolitej Polskiej (1993–2001)
Okręg wyborczy nr 37 do Sejmu Rzeczypospolitej Polskiej (1993–2001) obejmował województwo radomskie. W ówczesnym kształcie został utworzony w 1993. Wybieranych było w nim 8 posłów w systemie proporcjonalnym.
Siedzibą okręgowej komisji wyborczej był Radom.

## Wyniki wyborów
| Podział 8 mandatów: SLD: 2 PSL: 4 UD: 1 BBWR: 1 |

| Podział 8 mandatów: SLD: 2 PSL: 1 UW: 1 AWS: 3 ROP: 1 |

## Reprezentanci okręgu
| Sejm | Rok  | Poseł KW                                      | Poseł KW                                      | Poseł KW                                      | Poseł KW                                      | Poseł KW                                      | Poseł KW                                      | Poseł KW                                      | Poseł KW                                      | Poseł KW                                      | Poseł KW                                      | Poseł KW                                      | Poseł KW                                      | Poseł KW                                      | Poseł KW                                      | Poseł KW                                      | Poseł KW                                      |
| ---- | ---- | --------------------------------------------- | --------------------------------------------- | --------------------------------------------- | --------------------------------------------- | --------------------------------------------- | --------------------------------------------- | --------------------------------------------- | --------------------------------------------- | --------------------------------------------- | --------------------------------------------- | --------------------------------------------- | --------------------------------------------- | --------------------------------------------- | --------------------------------------------- | --------------------------------------------- | --------------------------------------------- |
| II   | 1993 |                                               | K. Adamski PSL                                |                                               | R. Pawłowska SLD                              |                                               | M. Korczak PSL                                |                                               | D. Grabowska SLD                              |                                               | A. Wiśniewski PSL                             |                                               | P. Nowina-Konopka UD (1993) UW (1997)         |                                               | T. Kowalczyk BBWR                             |                                               | J. Łochowski PSL                              |
| II   | 1994 | R. Borek PSL                                  | K. Adamski PSL                                |                                               | R. Pawłowska SLD                              |                                               |                                               |                                               | D. Grabowska SLD                              |                                               | A. Wiśniewski PSL                             |                                               | P. Nowina-Konopka UD (1993) UW (1997)         |                                               | T. Kowalczyk BBWR                             |                                               | J. Łochowski PSL                              |
| II   | 1997 | R. Borek PSL                                  | K. Adamski PSL                                | J. Vieth BBWR                                 | R. Pawłowska SLD                              |                                               |                                               |                                               | D. Grabowska SLD                              |                                               | A. Wiśniewski PSL                             |                                               | P. Nowina-Konopka UD (1993) UW (1997)         |                                               |                                               |                                               | J. Łochowski PSL                              |
| III  | 1997 |                                               | J. Rejczak AWS                                |                                               | R. Pawłowska SLD                              | J. Łopuszański AWS                            |                                               | R. Szeremietiew AWS                           | D. Grabowska SLD                              |                                               |                                               | D. Grabowski ROP                              | P. Nowina-Konopka UD (1993) UW (1997)         | S. Brzózka PSL                                |                                               |                                               |                                               |
| IV   | 2001 | okręg zniesiony – patrz okręgi nr 10, 17 i 33 | okręg zniesiony – patrz okręgi nr 10, 17 i 33 | okręg zniesiony – patrz okręgi nr 10, 17 i 33 | okręg zniesiony – patrz okręgi nr 10, 17 i 33 | okręg zniesiony – patrz okręgi nr 10, 17 i 33 | okręg zniesiony – patrz okręgi nr 10, 17 i 33 | okręg zniesiony – patrz okręgi nr 10, 17 i 33 | okręg zniesiony – patrz okręgi nr 10, 17 i 33 | okręg zniesiony – patrz okręgi nr 10, 17 i 33 | okręg zniesiony – patrz okręgi nr 10, 17 i 33 | okręg zniesiony – patrz okręgi nr 10, 17 i 33 | okręg zniesiony – patrz okręgi nr 10, 17 i 33 | okręg zniesiony – patrz okręgi nr 10, 17 i 33 | okręg zniesiony – patrz okręgi nr 10, 17 i 33 | okręg zniesiony – patrz okręgi nr 10, 17 i 33 | okręg zniesiony – patrz okręgi nr 10, 17 i 33 |

### Wybory parlamentarne 1993
| Komitet wyborczy                                      | Komitet wyborczy                                         | Głosów | %     | Mandaty | Wybrani posłowie                                                                    |
| ----------------------------------------------------- | -------------------------------------------------------- | ------ | ----- | ------- | ----------------------------------------------------------------------------------- |
|                                                       | Polskie Stronnictwo Ludowe                               | 67 645 | 26,59 | 4       | Kazimierz Adamski, Marian Korczak, Andrzej Wiśniewski, Józef Łochowski, Roman Borek |
|                                                       | Sojusz Lewicy Demokratycznej                             | 43 638 | 17,15 | 2       | Regina Pawłowska, Danuta Grabowska                                                  |
|                                                       | Bezpartyjny Blok Wspierania Reform                       | 15 437 | 6,07  | 1       | Tadeusz Kowalczyk, Jacek Vieth                                                      |
|                                                       | Unia Demokratyczna                                       | 14 878 | 5,85  | 1       | Piotr Nowina-Konopka                                                                |
|                                                       | Katolicki Komitet Wyborczy „Ojczyzna”                    | 13 714 | 5,39  | –       |                                                                                     |
|                                                       | Konfederacja Polski Niepodległej                         | 13 149 | 5,17  | –       |                                                                                     |
|                                                       | Unia Pracy                                               | 13 118 | 5,16  | –       |                                                                                     |
|                                                       | Niezależny Samorządny Związek Zawodowy „Solidarność”     | 12 213 | 4,80  | –       |                                                                                     |
|                                                       | Polskie Stronnictwo Ludowe – Porozumienie Ludowe         | 11 053 | 4,34  | –       |                                                                                     |
|                                                       | Koalicja dla Rzeczypospolitej                            | 9988   | 3,93  | –       |                                                                                     |
|                                                       | Unia Polityki Realnej                                    | 9129   | 3,59  | –       |                                                                                     |
|                                                       | Porozumienie Centrum                                     | 8486   | 3,34  | –       |                                                                                     |
|                                                       | Samoobrona – Leppera                                     | 6833   | 2,69  | –       |                                                                                     |
|                                                       | Kongres Liberalno-Demokratyczny                          | 6345   | 2,49  | –       |                                                                                     |
|                                                       | Partia X                                                 | 5385   | 2,12  | –       |                                                                                     |
|                                                       | NOT Stowarzyszenia Techniczne                            | 1482   | 0,58  | –       |                                                                                     |
|                                                       | Polska Wspólnota Narodowa – Polskie Stronnictwo Narodowe | 625    | 0,25  | –       |                                                                                     |
|                                                       | Polska Partia Przyjaciół Piwa                            | 591    | 0,23  | –       |                                                                                     |
|                                                       | Spółdzielczy Dom                                         | 418    | 0,16  | –       |                                                                                     |
|                                                       | Polski Front Patriotyczny                                | 258    | 0,10  | –       |                                                                                     |
| Frekwencja: 49,43% Źródło: Państwowa Komisja Wyborcza |                                                          |        |       |         |                                                                                     |

Poniższa tabela przedstawia podział mandatów dla komitetów wyborczych na podstawie uzyskanych głosów, a następnie obliczonych ilorazów wyborczych na podstawie metody D’Hondta.
| Podział mandatów dla komitetów wyborczych na podstawie metody D’Hondta | Podział mandatów dla komitetów wyborczych na podstawie metody D’Hondta | Podział mandatów dla komitetów wyborczych na podstawie metody D’Hondta | Podział mandatów dla komitetów wyborczych na podstawie metody D’Hondta | Podział mandatów dla komitetów wyborczych na podstawie metody D’Hondta | Podział mandatów dla komitetów wyborczych na podstawie metody D’Hondta | Podział mandatów dla komitetów wyborczych na podstawie metody D’Hondta | Podział mandatów dla komitetów wyborczych na podstawie metody D’Hondta | Podział mandatów dla komitetów wyborczych na podstawie metody D’Hondta | Podział mandatów dla komitetów wyborczych na podstawie metody D’Hondta | Podział mandatów dla komitetów wyborczych na podstawie metody D’Hondta | Podział mandatów dla komitetów wyborczych na podstawie metody D’Hondta |
| Komitet wyborczy                                                       | Komitet wyborczy                                                       | Liczba głosów                                                          | Iloraz wyborczy                                                        | Iloraz wyborczy                                                        | Iloraz wyborczy                                                        | Iloraz wyborczy                                                        | Iloraz wyborczy                                                        | Iloraz wyborczy                                                        | Iloraz wyborczy                                                        | Mandaty                                                                | TP                                                                     |
| Komitet wyborczy                                                       | Komitet wyborczy                                                       | Liczba głosów                                                          | /1                                                                     | /2                                                                     | /3                                                                     | /4                                                                     | /5                                                                     | ...                                                                    | /8                                                                     | Mandaty                                                                | TP                                                                     |
| ---------------------------------------------------------------------- | ---------------------------------------------------------------------- | ---------------------------------------------------------------------- | ---------------------------------------------------------------------- | ---------------------------------------------------------------------- | ---------------------------------------------------------------------- | ---------------------------------------------------------------------- | ---------------------------------------------------------------------- | ---------------------------------------------------------------------- | ---------------------------------------------------------------------- | ---------------------------------------------------------------------- | ---------------------------------------------------------------------- |
|                                                                        | Polskie Stronnictwo Ludowe                                             | 67 645                                                                 | 67 645                                                                 | 33 823                                                                 | 22 548                                                                 | 16 911                                                                 | 13 529                                                                 | ...                                                                    | 8456                                                                   | 4                                                                      | 3,22                                                                   |
|                                                                        | Sojusz Lewicy Demokratycznej                                           | 43 638                                                                 | 43 638                                                                 | 21 819                                                                 | 14 546                                                                 | 10 910                                                                 | 8728                                                                   | ...                                                                    | 5455                                                                   | 2                                                                      | 2,08                                                                   |
|                                                                        | Bezpartyjny Blok Wspierania Reform                                     | 15 437                                                                 | 15 437                                                                 | 7719                                                                   | 5146                                                                   | 3859                                                                   | 3087                                                                   | ...                                                                    | 1930                                                                   | 1                                                                      | 0,74                                                                   |
|                                                                        | Unia Demokratyczna                                                     | 14 878                                                                 | 14 878                                                                 | 7439                                                                   | 4959                                                                   | 3720                                                                   | 2976                                                                   | ...                                                                    | 1860                                                                   | 1                                                                      | 0,71                                                                   |
|                                                                        | Konfederacja Polski Niepodległej                                       | 13 149                                                                 | 13 149                                                                 | 6575                                                                   | 4383                                                                   | 3287                                                                   | 2630                                                                   | ...                                                                    | 1644                                                                   | 0                                                                      | 0,63                                                                   |
|                                                                        | Unia Pracy                                                             | 13 118                                                                 | 13 118                                                                 | 6559                                                                   | 4373                                                                   | 3280                                                                   | 2624                                                                   | ...                                                                    | 1640                                                                   | 0                                                                      | 0,63                                                                   |
| Ogółem                                                                 | Ogółem                                                                 | 167865                                                                 | —                                                                      | —                                                                      | —                                                                      | —                                                                      | —                                                                      | —                                                                      | —                                                                      | 8                                                                      | 8                                                                      |

### Wybory parlamentarne 1997
| Komitet wyborczy                                      | Komitet wyborczy                          | Głosów | %     | Mandaty | Wybrani posłowie                                   |
| ----------------------------------------------------- | ----------------------------------------- | ------ | ----- | ------- | -------------------------------------------------- |
|                                                       | Akcja Wyborcza Solidarność                | 74 821 | 32,50 | 3       | Jan Rejczak, Jan Łopuszański, Romuald Szeremietiew |
|                                                       | Sojusz Lewicy Demokratycznej              | 50 767 | 22,05 | 2       | Danuta Grabowska, Regina Pawłowska                 |
|                                                       | Polskie Stronnictwo Ludowe                | 33 035 | 14,35 | 1       | Stanisław Brzózka                                  |
|                                                       | Unia Wolności                             | 23 236 | 10,09 | 1       | Piotr Nowina-Konopka                               |
|                                                       | Ruch Odbudowy Polski                      | 19 362 | 8,41  | 1       | Dariusz Grabowski                                  |
|                                                       | Unia Pracy                                | 9613   | 4,18  | –       |                                                    |
|                                                       | Unia Prawicy Rzeczypospolitej             | 8165   | 3,55  | –       |                                                    |
|                                                       | Krajowe Porozumienie Emerytów i Rencistów | 5028   | 2,18  | –       |                                                    |
|                                                       | Krajowa Partia Emerytów i Rencistów       | 3546   | 1,54  | –       |                                                    |
|                                                       | Blok dla Polski                           | 2623   | 1,14  | –       |                                                    |
| Frekwencja: 43,56% Źródło: Państwowa Komisja Wyborcza |                                           |        |       |         |                                                    |

Poniższa tabela przedstawia podział mandatów dla komitetów wyborczych na podstawie uzyskanych głosów, a następnie obliczonych ilorazów wyborczych na podstawie metody D’Hondta.
| Podział mandatów dla komitetów wyborczych na podstawie metody D’Hondta | Podział mandatów dla komitetów wyborczych na podstawie metody D’Hondta | Podział mandatów dla komitetów wyborczych na podstawie metody D’Hondta | Podział mandatów dla komitetów wyborczych na podstawie metody D’Hondta | Podział mandatów dla komitetów wyborczych na podstawie metody D’Hondta | Podział mandatów dla komitetów wyborczych na podstawie metody D’Hondta | Podział mandatów dla komitetów wyborczych na podstawie metody D’Hondta | Podział mandatów dla komitetów wyborczych na podstawie metody D’Hondta | Podział mandatów dla komitetów wyborczych na podstawie metody D’Hondta | Podział mandatów dla komitetów wyborczych na podstawie metody D’Hondta | Podział mandatów dla komitetów wyborczych na podstawie metody D’Hondta |
| Komitet wyborczy                                                       | Komitet wyborczy                                                       | Liczba głosów                                                          | Iloraz wyborczy                                                        | Iloraz wyborczy                                                        | Iloraz wyborczy                                                        | Iloraz wyborczy                                                        | Iloraz wyborczy                                                        | Iloraz wyborczy                                                        | Mandaty                                                                | TP                                                                     |
| Komitet wyborczy                                                       | Komitet wyborczy                                                       | Liczba głosów                                                          | /1                                                                     | /2                                                                     | /3                                                                     | /4                                                                     | ...                                                                    | /8                                                                     | Mandaty                                                                | TP                                                                     |
| ---------------------------------------------------------------------- | ---------------------------------------------------------------------- | ---------------------------------------------------------------------- | ---------------------------------------------------------------------- | ---------------------------------------------------------------------- | ---------------------------------------------------------------------- | ---------------------------------------------------------------------- | ---------------------------------------------------------------------- | ---------------------------------------------------------------------- | ---------------------------------------------------------------------- | ---------------------------------------------------------------------- |
|                                                                        | Akcja Wyborcza Solidarność                                             | 74 821                                                                 | 74 821                                                                 | 37 411                                                                 | 24 940                                                                 | 21 359                                                                 | ...                                                                    | 9353                                                                   | 3                                                                      | 3,40                                                                   |
|                                                                        | Sojusz Lewicy Demokratycznej                                           | 50 767                                                                 | 50 767                                                                 | 25 384                                                                 | 16 922                                                                 | 12 692                                                                 | ...                                                                    | 6346                                                                   | 2                                                                      | 2,02                                                                   |
|                                                                        | Polskie Stronnictwo Ludowe                                             | 33 035                                                                 | 33 035                                                                 | 16 518                                                                 | 11 012                                                                 | 8259                                                                   | ...                                                                    | 4129                                                                   | 1                                                                      | 1,31                                                                   |
|                                                                        | Unia Wolności                                                          | 23 236                                                                 | 23 236                                                                 | 11 618                                                                 | 7745                                                                   | 5809                                                                   | ...                                                                    | 2905                                                                   | 1                                                                      | 0,92                                                                   |
|                                                                        | Ruch Odbudowy Polski                                                   | 19 362                                                                 | 19 362                                                                 | 9681                                                                   | 6454                                                                   | 4841                                                                   | ...                                                                    | 2420                                                                   | 1                                                                      | 0,77                                                                   |
| Ogółem                                                                 | Ogółem                                                                 | 201 221                                                                | —                                                                      | —                                                                      | —                                                                      | —                                                                      | —                                                                      | —                                                                      | 8                                                                      | 8                                                                      |